# Attentats des bus à Fajja
Les attentats des bus à Fajja sont deux attentats ayant eu lieu le 30 novembre 1947 à Fajja (en) en Palestine mandataire. Un bus de la compagnie Egged qui se rendait de Netanya à Jérusalem a été attaqué par des militants arabes, puis un autre bus a été attaqué, tuant sept Juifs. Il s'agit du premier attentat de la guerre civile de 1947-1948, après l'adoption par les Nations unies du plan de partage de la Palestine, qui a eu lieu la veille. Les motifs de l'attentat sont controversés.

## Les évènements
Le premier bus était le bus Egged n°2094 à destination de Jérusalem, qui avait quitté Netanya vers 7h30 avec 21 passagers. Le bus traversait le village de Fajja (en), aujourd'hui dépeuplé, lorsqu'il a été intercepté par trois Arabes faisant des signes de la main, que le chauffeur du bus a pris pour des auto-stoppeurs. Alors qu'il ralentissait le véhicule, il a été accueilli par des coups de feu, ce qui a fait dérailler le train de la route.
Les assaillants ont pris le bus d'assaut et ont abattu plusieurs personnes. Cinq Juifs ont été tués, dont une femme de 22 ans qui se rendait à son mariage et un homme qui a été tué en essayant de protéger sa femme.
Vingt-cinq minutes plus tard, un deuxième bus se rendant à Hadera a subi le même traitement. Deux passagers ont été tués,.
Mordechai Olmert, le père du futur Premier ministre Ehud Olmert, était l'une des personnes ayant survécu à la seconde attaque.

## Conséquences et contexte historique
L'attentat s'est produit un jour après que les Nations unies eurent voté un plan de partage de la Palestine mandataire qui prévoyait de diviser la région administrée par les Britanniques en deux États : Un État arabe et un État juif. Une grève générale arabe a été déclarée, ce qui a alimenté la crise. L'embuscade fut également le premier attentat de la guerre civile de 1947-1948 en Palestine mandataire.

L'Agence télégraphique juive a rapporté les attaques au milieu d'une flambée de violence arabe contre les Juifs le 30 novembre, comme le meurtre de Moshe Goldman lors d'une manifestation contre la partition à Haïfa, sous le titre « Six Juifs tués alors que les Arabes réagissent à la partition ; le Haut Comité appelle à la grève générale ». Cependant, le nouvel historien Benny Morris a contesté ce récit, en avançant la théorie qu'il s'agissait de représailles pour l'assassinat de la famille Shubaki (en), le meurtre de cinq Arabes palestiniens par le Lehi près de Herzliya, dix jours avant l'incident (qui se vengeaient à leur tour parce que l'un des membres de la famille avait informé les Britanniques des activités du Lehi),. Selon Morris, le service de renseignement de la Haganah était majoritairement d'avis que le principal motif des attaquants était de se venger des meurtres de Shubaki, ce que confirmait un tract arabe affiché peu de temps après sur les murs de Jaffa. Morris a toutefois noté dans une étude ultérieure que les motifs exacts n'étaient pas clairs. L'universitaire américain Robert Rotberg (en) affirme que même les textes historiques arabes font référence aux attaques du bus de Fajja comme étant le début de la guerre de 1947, et que si la théorie de Morris sur les Shubakis est correcte, alors les Arabes ont mal présenté leur propre cas.